# Irving Mills
Pour les articles homonymes, voir Mills.
Irving Harold Mills, né Isadore Minsky le 16 janvier 1894 à Odessa et mort le 21 avril 1985 à Palm Springs, est un éditeur de musique, compositeur et parolier de jazz américain.
Il utilise aussi parfois les pseudonymes de Goody Goodwin et Joe Primrose.

## Biographie
Né dans une famille juive à Odessa, il est le fils de Hyman Minsky (1868–1905), un chapelier qui meurt en 1905. Pour survivre, avec son frère Jacob (Jack), il doit effectuer des petits boulots, notamment conduire des bus dans des restaurants, vendre du papier peint et travailler dans l'industrie du vêtement. En 1910, Mills est répertorié comme opérateur téléphonique.
Il épouse Beatrice Wilensky (1896–1976) en 1911. Le couple s'installe à Philadelphie. En 1918, Mills travaille pour l'éditeur Leo Feist et son frère comme directeur pour McCarthy and Fisher, la maison d'édition musicale du parolier Joseph McCarthy et de l'auteur-compositeur Fred Fisher.
En juillet 1919, Irving Mills (vice-président), son frère Jack (président) et Samuel Jesse Buzzell (secrétaire et conseiller) fondent Jack Mills, Inc., qui est finalement renommé Mills Music, Inc. en 1928,. Mills Music achète Waterson, Berlin & Snyder, Inc. (en) en faillite, en 1929. Le fils de Buzzell, Loring Buzzell (en), a brièvement travaillé pour l'entreprise de mars 1949 à octobre 1950,.
A la fin de l'année 1963, 114 titres ont rapporté 77 % des revenus de redevances pendant cinq ans. Le nombre total de compositions, au moment de la vente, est estimé à plus de 25 000 dont 1 500 produisaient encore des droits d'auteur. En 1964, Mills a des redevances de 1,3 million de dollars (équivalent à 11 106 424 dollars en 2020). La société comprenait 20 filiales d'édition musicale (dont certaines ont été acquises pour 300 $), ainsi que des entreprises d'édition en Grande-Bretagne, au Brésil, au Canada, en France, puis en Allemagne de l'Ouest, au Mexique, aux Pays-Bas et en Espagne.
Irving, Jack et Samuel revendent Mills Music le 25 février 1965 à Utilities and Industries Corporation (une société de services publics basée à New York). En 1969, Utilities and Industries Corporation fusionne Mills Music avec Belwin, un autre éditeur de musique, pour former Belwin-Mills. L'éditeur éducatif Esquire Inc. annonce son acquisition de Belwin-Mills en 1979. Gulf+Western achète à son tour Esquire Inc. en 1983 et vend l'entreprise d'impression de Belwin-Mills à Columbia Pictures en 1985 qui est acquis par EMI Music Publishing (en) en 1990. Le catalogue Mills Music est géré par Sony Music Publishing qui a acheté EMI Music Publishing en 2012.
Jack et Irving ont découvert un grand nombre d'auteurs-compositeurs, dont Zez Confrey, Sammy Fain, Harry Barris (en), Gene Austin, Hoagy Carmichael, Jimmy McHugh et Dorothy Fields et ont accompagné les débuts de carrière de Cab Calloway, Duke Ellington, Ben Pollack, Jack Teagarden, Benny Goodman, Will Hudson, ou encore Raymond Scott.
Bien qu'il chante peu, Irving Mills décide de monter son propre groupe d'enregistrement en studio. Il fonde le groupe Irving Mills et son Hotsy Totsy Gang avec Tommy Dorsey, Jimmy Dorsey, Joe Venuti, Eddie Lang, Arnold Brillhardt (clarinette, soprano et sax alto), Arthur Schutt et Manny Klein. D'autres variantes de ses groupes comprennent Glenn Miller, Benny Goodman et Red Nichols.
Il est mort à Palm Springs , en Californie, en 1985, à l'âge de 91 ans.